# Conférence de Québec (1864)
Pour les articles homonymes, voir Conférence de Québec.

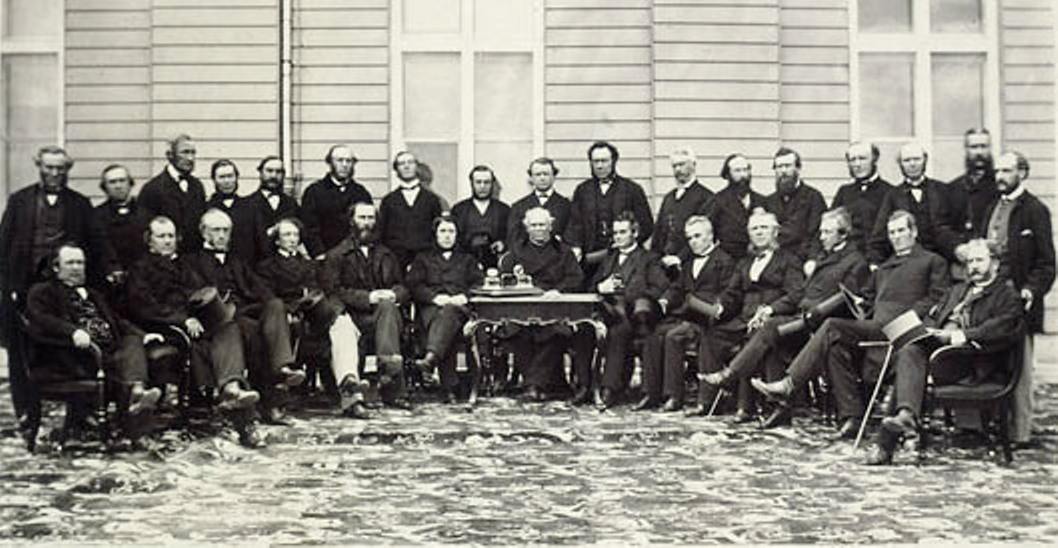
Délégués à la Conférence de Québec en 1864

La Conférence de Québec (en anglais : Quebec Conference) était la deuxième réunion tenue par la Grande Coalition en 1864 pour discuter du projet de confédération canadienne. 
Les délégués de la Province du Canada, la Nouvelle-Écosse, le Nouveau-Brunswick et l'Île-du-Prince-Édouard s'étaient entendus à la fin de la Conférence de Charlottetown pour se rencontrer de nouveau à Québec en octobre 1864. Terre-Neuve a également envoyé deux observateurs à la conférence. Dans le mois s'écoulant entre les conférences, les idées présentés à Charlottetown furent élaborées en 72 résolutions (les Résolutions de Québec), des buts spécifiques à atteindre dans la création de la Confédération canadienne.

## La conférence
La conférence débute le 10 octobre 1864. La première source de conflit à la conférence est entre ceux qui favorisent un gouvernement central fort, comme John A. Macdonald, et ceux qui favorisent plutôt des droits solides pour les provinces, craignant de perdre leur identité culturelle sous un gouvernement centralisé. Macdonald était de l'opinion que l'échec des petits gouvernements localisés était une évidence de la Guerre civile américaine, qui fait toujours rage aux États-Unis pendant que les délégués se rencontrent à Charlottetown et Québec. Les délégués trouvent éventuellement un compromis, divisant les pouvoirs entre les gouvernements fédéraux et provinciaux. Ils décident également d'avoir une chambre basse élue, la Chambre des communes, et une chambre haute nommée, le Sénat, bien qu'il y eut considérablement de débat sur le nombre de sénateurs attribués à chaque province. La délégation de l'Île-du-Prince-Édouard réclamait ce qui pourrait être considéré comme l'avant-coureur des propositions pour un Sénat triple-E.

## Suites
La conférence se termine le 27 octobre 1864, et les délégués retournent dans leurs provinces respectives pour soumettre les 72 résolutions aux législatures provinciales. George-Étienne Cartier était en grande partie responsable d'avoir convaincu les membres canadiens-français dans la législature canadienne d'accepter les résolutions, même si lui-même ne prônait pas un gouvernement fédéral fort. A.J. Smith mène l'opposition à la confédération au Nouveau-Brunswick, tandis que Joseph Howe mène l'opposition en Nouvelle-Écosse, mais ces deux provinces finissent éventuellement par accepter de se joindre à l'union. Seul l'Île-du-Prince-Édouard rejette les résolutions. La Province du Canada, le Nouveau-Brunswick et la Nouvelle-Écosse se mettent alors au travail pour obtenir leur autonomie du gouvernement britannique, ce qui mena à une troisième conférence à Londres en 1866, et l'Acte de l'Amérique du Nord britannique le 1er juillet 1867.

## Délégués

### Province du Canada
- George Brown
- Alexander Campbell
- George-Étienne Cartier
- Jean-Charles Chapais
- James Cockburn
- Alexander Tilloch Galt
- Hector-Louis Langevin
- John Alexander Macdonald
- William McDougall
- Thomas D'Arcy McGee
- Oliver Mowat
- Étienne-Paschal Taché
- Edouward Dockhouse
- Ryan A Macdonald

### Nouveau-Brunswick
- Edward Barron Chandler
- Charles Fisher
- John Hamilton Gray
- John Mercer Johnson
- Peter Mitchell
- William H. Steeves
- Samuel Leonard Tilley

### Nouvelle-Écosse
- Adams George Archibald
- Robert B. Dickey
- William Alexander Henry
- Jonathan McCully
- Charles Tupper

### Île-du-Prince-Édouard
- George Coles
- John Hamilton Gray
- Thomas Heath Havpiland
- Andrew Archibald Macdonald
- Edward Palmer
- William Henry Pope
- Edward Whelan

### Terre-Neuve (observateurs)
- Frederic Bowker Terrington Carter
- Ambrose Shea